# Tass (rivière)
Pour les articles homonymes, voir Tass.

La rivière Tass  (en anglais : Tass River) est un cours d'eau de la région de la West Coast dans l’Île du Sud de la  Nouvelle-Zélande.

## Géographie
Elle s’écoule vers le nord-est à partir de son origine dans les Alpes du Sud à l’est du lac Hochstetter, atteignant la rivière Upper Grey tout près du point culminant sud du Victoria Forest Park (en)[réf. à confirmer],
.